# کاترین لینستروم
کاترین لینستروم (انگلیسی: Catherine Linstrum؛ زادهٔ ۱ ژانویهٔ ۱۹۶۱) کارگردان فیلم و فیلم‌نامه‌نویس است.
از فیلم‌ها یا مجموعه‌های تلویزیونی که وی در آن‌ها نقش داشته است، می‌توان به دوران کهن و رؤیای کالیفرنیا اشاره نمود.